# Dušikov monoksid
Dušikov monoksid je kemična spojina dušika in kisika s formulo NO. Je brezbarvni plin, topljiv v vodi, etanolu in etru. Tvori se z mnogimi reakcijami, ki vključujejo redukcijo dušikove kisline, a običajnejše reakcije za pripravo sprejemljivo čistega NO so reakcije z natrijevim nitratom, žvepleno kislino itd. 
Dušikov monoksid je utekočinjen plin. V primeru požara pospešuje gorenje oz. burno reagira z vnetljivimi materiali. Zelo strupen je pri vdihavanju, deluje jedko (pekoče) na oči, dihalni sistem in kožo.

## Ukrepi za prvo pomoč
Strupen pri vdihavanju. Možni simptomi so močan dražeč kašelj in težko dihanje (sopenje), glavobol, slabost, vrtoglavica in ob daljši izpostavljenosti tudi nezavest. Žrtev je ob uporabi dihalnega aparata, ki je neodvisen od obtočnega zraka, treba prenesti na svež zrak. Poškodovanca toplo zavijemo, odredimo mirovanje in takoj pokličemo zdravnika. Pri zastoju v dihanju damo umetno dihanje.
Lahko povzroči razjede na koži in roženici (z začasno motenim vidom). Oči nemudoma 15 minut spirajte z vodo. Omočeno obleko odstranite. Omočene dele telesa najmanj 15 minut spirajte z vodo.

## Ukrepi ob požaru
Dušikov monoksid pospešuje gorenje. Učinkovanje požara lahko povzroči razpočenje oz. eksplodiranje posode. Za gašenje je možno uporabiti vsa znana sredstva. Takoj, ko je mogoče, je treba ustaviti dotok plina in hladiti jeklenke z vodo.
Pri gašenju morajo gasilci uporabljati posebno zaščitno opremo. V zaprtih prostorih je obvezna uporaba izolirnega dihalnega aparata, ki je neodvisen od okoliškega zraka.

## Ukrepi ob nezgodnih izpustih
Previdnostni ukrepi, ki se nanašajo na ljudi
Evakuirati osebje. Uporabite izolirni dihalni aparat, ki je neodvisen od obtočnega zraka, in kemijsko zaščitno obleko. Zavarovati nezaščitene osebe in skrbeti za zadostno prezračevanje.
Ekološki zaščitni ukrepi
Poskušajte zaustaviti uhajanje plina. Pare potlačite k tlom s finim curkom.

## Ravnanje z nevarno snovjo/pripravkom in skladiščenje
Uporabljajte le opremo, ki je primerna za ta produkt ter za predvideni tlak in temperaturo. V primeru dvoma se posvetujte z dobaviteljem plina. Preprečite povratno odtekanje v posodo za plin. Preprečite vdor vode v posodo za plin. Pred dovajanjem plina opremo brezzračno sperite. Upoštevajte navodila dobavitelja plina za delo.
Pri skladiščenju upoštevajte Tehnične predpise za tlačne pline (TRG) 280 tč. 5., jeklenke zavarujte pred prevrnitvijo. Posode s plinom skladiščite pri manj kot 50 °C na dobro prezračevanem prostoru. Pri skladiščenju naj ne bo v bližini oksidirajočih plinov in drugih snovi, ki pospešujejo gorenje.

## Nadzor nad izpostavljenostjo/varnost in zdravje pri delu
Sestavine z mejnimi vrednostmi, ki se nanašajo na delovno mesto in ki jih je treba nadzorovati:
MDK-vrednost za NO: 25 ppm
Imejte pripravljeno ustrezno kemijsko zaščitno obleko za nujne primere. Za nujni primer imejte pripravljen izolirni dihalni aparat, ki je neodvisen od obtočnega zraka. Ko imate opravka s produktom, ne kadite. Zagotovite ustrezno prezračevanje. Pri rokovanju s plinskimi jeklenkami uporabljajte ustrezne zaščitne čevlje in zaščitne rokavice.

## Fizikalne in kemijske lastnosti
Dušikov monoksid je plin brez vonja in barve.

## Obstojnost in reaktivnost
Pri sobni temperaturi razpade v dušikov dioksid in dušik. Na zraku oskidira, pri čemer nastane zelo reaktiven dušikov dioksid.

## Toksikološki podatki
Povzroča težke razjede na koži, očeh in dihalnih organih. Pri daljši izpostavljenosti je možna smrt zaradi pljučnega edema.

## Ekotoksikološki podatki
Lahko spremeni pH vrednost vodnih ekosistemov.

## Odstranjevanje
Ne pustite iztekati v kanalizacijo, kleti, delovne jame in podobna mesta, na katerih bi lahko postalo kopičenje plina nevarno. Plin lahko sperete z žveplasto kislino ali z vodo. Ne sme se ga spuščati v ozračje.

## Transportni podatki
- Številka označitve in ime: UN 1660 DUŠIKOV MONOKSID, STISNJEN, 2.3 (5.1, 8)
- ARD/RID: razred 2, razvrstitveni kod 1 TOC

Oznaka po ADR

- Listek nevarnostni 6.1: strupena snov/pripravek
- List nevarnosti 05: snov/pripravek, ki pospešuje gorenje
- List nevarnosti: 8...jedka snov/pripravek

Po možnosti ne prevažajte v vozilih, katerih tovor ni ločen od voznikove kabine. Voznik mora poznati možne nevarnosti tovora in vedeti mora, kaj je treba storiti pri nezgodi  ali v nujnem primeru. Plinske jeklenke pred transportom zavarujte. Ventil jeklenke mora biti zaprt in nepropusten. Zaporna matica ventila ali zaporni čep (v kolikor obstoja) mora biti pravilno pritrjen/a. Zaščita ventila (v kolikor obstoja) mora biti pravilno pritrjena. Zagotovite je treba zadostno zračenje in upoštevati veljavne predpise.

## Zakonsko predpisani podatki o predpisih
| Opozorilni stavki (R)               | Obvestilni stavki (S)                                                                               |
| ----------------------------------- | --------------------------------------------------------------------------------------------------- |
| R26 - Zelo strupeno pri vdihavanju. | S1 – Hraniti zaklenjeno.                                                                            |
| R34 - Povzroča opekline.            | S9 - Posodo hraniti na dobro prezračevanem mestu.                                                   |
|                                     | S26 – Če pride v oči, takoj izprati z obilo vode in poiskati zdravniško pomoč.                      |
|                                     | S36 – Nositi primerno zaščitno obleko.                                                              |
|                                     | S45 – Ob nezgodi ali slabem počutju takoj poiskati zdravniško pomoč (po možnosti pokazati etiketo). |